# 颉纥法宝寺
颉纥法宝寺是一座古建筑，建于明清时期，位于山西省晋中市榆次区什贴镇颉纥村。
2021年8月4日，颉纥法宝寺公布为第六批山西省文物保护单位。